# Petro (Kryptowährung)
Der Petro war laut Aussage der autoritären, chavistischen Regierung Venezuelas eine staatliche Kryptowährung Venezuelas. Kommentare bezweifelten meist, dass es sich um eine Kryptowährung handelte. Der Petro sollte laut venezolanischer Regierung mit jeweils einem Barrel (159 Liter) der Rohölreserven gesichert sein, er kann aber „nicht einmal theoretisch“ derart eingelöst werden. Ziel der Regierung sei es gewesen, die Wirtschaft Venezuelas zu stabilisieren und so die Wirtschafts- und Versorgungskrise einzudämmen. Alexander Busch von der NZZ sah darin einen Versuch der korrupten Kaste der Militärs und Regierungsvertreter, ihre Gelder außer Landes zu bringen. Venezuelas reguläre Währung, der Bolívar Fuerte, leidet an einer Hyperinflation, deshalb wurde sie am 20. August 2018 durch den Bolívar Soberano ersetzt, der an den Petro gebunden sein soll. Eine Bindung an eine Währung per eines von einer Regierung per Dekret festgelegten Wechselkurses widerspricht der grundsätzlichen Arbeitsweise einer Kryptowährung. In Folge eines Korruptionsskandals um den staatlichen Ölkonzern Petróleos de Venezuela (PDVSA) im Jahr 2023 wurde der Petro im  Januar 2024 eingestellt.

## Hintergrund
Hintergrund des Vorhabens war die seit Jahren bestehende Wirtschaftskrise in Venezuela. Der von der Regierung ausgerufene Sozialismus des 21. Jahrhunderts führte zu einem Zusammenbruch der Versorgung der Bevölkerung, der weltweit höchsten Inflation und faktisch einem venezolanischen Staatsbankrott.
Allenfalls könnte die Lancierung auch ein Versuch der Regierung gewesen sein, andere Kryptowährungen zu verdrängen: Ein Kommentar in der Investigativzeitung Nowaja gaseta machte darauf aufmerksam, dass sich nicht nur die Bevölkerung darum bemühte, die Staatswährung Bolivar zu vermeiden, sondern dass sich geradezu auch die Regierung mit der Schaffung des Petro daraus zu verabschieden suchte. Eine andere Erklärung sei, dass der Petro nur und gerade deswegen geschaffen worden wäre, um das Vertrauen in Kryptowährungen, speziell des Dash, zu zerstören, welche bei der Bevölkerung der Vermeidung der staatlichen Währung dienten. Fakt sei: „Das Thema Kryptowährung wäre in Venezuela niemals aktuell geworden, wenn nicht die Behörden den Bürgern verboten hätten, frei konvertierbares Geld zu verwenden.“ Interessanterweise stellte sich heraus, dass der weltweit führende Bitcoin für Venezuela wegen zu komplexer Technik nicht geeignet war und stattdessen Dash verwendet wurde: Dort wurde ein System bereitgestellt, das auch über SMS funktionieren konnte für Leute ohne Computer, Tablet oder Smartphone.
Während die Russische Notenbank eine Einführung einer Kryptowährung zum Rubel zwecks Umgehung westlicher Sanktionen aus Bedenken bezüglich der Stabilität des Rubels abgelehnt hatte, wurde Venezuela von Seiten Russlands zu diesem Schritt ermutigt und unterstützt, laut Aussagen eines oppositionellen Parlamentariers als Versuchskaninchen.

## Geschichte
Der angebliche Verkauf von zunächst 38,4 Millionen von insgesamt 100 Millionen digitalen Münzen startete am 20. Februar 2018. Der Preis eines Petro entspräche dem eines Barrels Öl, wird jedoch von der venezolanischen Regierung festgelegt. Ein noch nicht einmal erschlossenes Ölfeld wurde als Sicherheit definiert.
Per Februar 2018 wäre die neue Kryptowährung aufgrund der Angaben der Regierung auf einen gesamten Wert von 6 Milliarden Dollar gekommen. Am ersten Verkaufstag habe man nach Angaben von Venezuelas Präsident Nicolas Maduro 735 Millionen Dollar eingenommen. Nach der ersten Verkaufsphase sollten am 20. März 2018 weitere 44 Millionen Petro in Umlauf gebracht werden, während der Rest von 17,6 Millionen Petro in den Händen des Venezolanischen Staates bleiben sollten. Nachdem die einmonatige Vorverkaufsphase im März abgelaufen war, sagte Maduro, der Staat habe im April 3,3 Milliarden US-Dollar aufgebracht. Etwa 1 Milliarde US-Dollar der Umsätze sollten in den Zentralbankreserven des Landes deponiert und auch für Devisenauktionen verwendet werden. Im Mai 2018 erhielten Lehrer im Land die Weisung, die Vorzüge des Petro zu preisen. Der Minister für Höhere Bildung Hugbel Roa sagte andererseits im Sommer 2018, niemand habe bisher Tokens erhalten, es handle sich nur um Reservationen.
Auch eine mit Gold abgesicherte Variante namens Petro Gold wurde von Maduro für Ende Februar 2018 angekündigt.
Die USA haben vor dem Kauf gewarnt, weil es sich um einen Kredit für die venezolanische Regierung und somit um eine Verletzung der US-Sanktionen handele. Im März 2018 wurden alle Geschäfte mit der Kryptowährung in den USA von  US-Präsident Donald Trump verboten.
Das Vorhaben wurde von der Nationalversammlung für dreifach illegal erklärt. Gemäß der Verfassung Venezuelas von 1999 verfügt die Nationalversammlung über das Budgetrecht und es existiere darin im Weiteren ein Verbot der Schaffung alternativer Zahlungsmittel. Jedoch ist die frei gewählte Nationalversammlung, in der die Opposition eine Zweidrittelmehrheit besitzt, vom Regime vollständig entmachtet. Da der Petro zudem mit natürlichen Rohstoffen abgesichert wird, verstößt er auch gegen Artikel 12 der Verfassung. Die ohne Beteiligung der Opposition bestimmte Verfassungsgebende Versammlung (Asamblea Nacional Constituyente) beschloss am 4. April 2018 die Zustimmung zur Einführung des Petro.
Der Petro wurde nach Aussage von Beobachtern auch im fast gänzlich bargeldfreien Alltag in Venezuela nirgends akzeptiert obschon das Kunstgeld auf riesigen Werbeflächen in Caracas angepriesen wurde.
Aufgrund der ihm von der Regierung zugewiesenen unterschiedlichen Rollen entwickelten sich zwei verschiedene Wertigkeiten des Petro. Mehr als eine Kryptowährung entwickelte er sich zu einer Anleihe.
In Folge eines Korruptionsskandals um den staatlichen Ölkonzern Petróleos de Venezuela (PDVSA) im Jahr 2023 wurde der Petro nach spärlicher Nutzung im Januar 2024 eingestellt.

## Technik
Die Blockchain-Technik basierte widersprüchlichen Angaben zufolge auf der Kryptowährung NEM. Ein Mining (Schürfen) habe es – ebenso wie beim NEM – nicht gegeben. Im Gegensatz zu NEM sei es nicht vorgesehen gewesen, die Blockgenerierung durch Proof of Importance zu ersetzen. Es sollte der Hash-X11-Algorithmus verwendet werden mit sowohl Proof of Work als auch Proof of Stake. Im Herbst 2018 wurde enthüllt, dass das Konzeptpapier des Petro von jenem von Dash abgeschrieben sein könnte.

## Kritik
Gleich zum Start des Petro wurde Kritik am Konzept geübt, da es bei ihm an den üblichen Voraussetzungen Dezentralität und Transparenz fehlte, was „ziemlich genau das Gegenteil“ einer Kryptowährung ergäbe. Ebenfalls wurden Zweifel geäußert, ob es sich bei dem Petro überhaupt um eine Kryptowährung handelt, da er parallel zum Ölpreis schwanken sollte und sich nicht nach Angebot und Nachfrage richtete. Der Petro ist aber auch kein Terminkontrakt auf Öl, da er nicht gegen Öl eingelöst werden kann und die Ölförderung Venezuelas ohnehin schon auf Jahre hinaus für Kredite von Russland und China belehnt ist. Der frühere Öl-Minister Rafael Ramirez nannte den Petro eine „Phantasie der Regierung“. Es wurden Vermutungen geäußert, dass es primär darum gehe, Gelder der korrupten Machtelite anonym außer Landes zu bringen.